# Феодор Мовчазний
Феодор Мовчазний або Феодор Мовчальник — український православний святий, подвижник, Києво-Печерський чернець.

## Життєпис

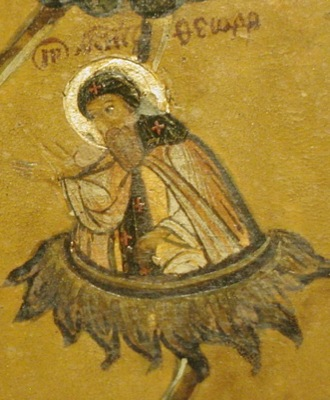
Преподобний Феодор Мовчальник. Дерево Києво-Печерських святих (фрагмент). Ікона. Русь. 1660-і гг.

Преподобний Феодор був ченцем Печерського монастиря в XIII ст. Відбував різні подвиги, а серед них особливо відзначився подвигом мовчання. Цей подвиг мав допомогти йому постійно скеровувати свої думки до Бога, щоб розум не думав ні про що земне, а язик не грішив жодним словом. 
Преподобний Феодор осягнув високу духовну досконалість і мав від Господа дар чудотворця, який і тепер являє над тими, що приходять з вірою і поклоняються святим його мощам.
Упокоївся в монастирі.

В акафісті всім Печерським преподобним про нього сказано: 
|  | «Радуйся, Феодоре, бо охорону устам своїм поклав ти». |

.

## Мощі
Його нетлінні мощі зберігаються в Дальніх печерах, поряд з мощами Силуана Схимника, Памва Затвірника та недалеко від підземної церкви Благовіщення Пресвятої Богородиці.
Дані антропологічних досліджень говорять, що помер прп. Феодор у віці 40~45 та ростом був 166~168 см. На тілі преподобного Феодора як і Іларіона Схимника виявлено загоєні переломи ребер.

## Пам'ять
Пам’ять преподобного Феодора вшановується 2 березня (17 лютого за ст. ст.).